# Зоннхофен
Зоннхофен (нем. Sonnhofen) — коммуна (нем. Gemeinde) в Австрии, в федеральной земле Штирия. 
Входит в состав округа Хартберг.  Население составляет 1052 человека (на 31 декабря 2005 года). Занимает площадь 21,24 км². Официальный код  —  60741.

## Политическая ситуация
Бургомистр коммуны — Готтфрид Арцт (АНП) по результатам выборов 2005 года.
Совет представителей коммуны (нем. Gemeinderat) состоит из 15 мест.
- АНП занимает 9 мест.
- СДПА занимает 6 мест.